# Kampeschträd
Kampeschträd (Haematoxylum campechianum) är en ärtväxtart som beskrevs av Carl von Linné. Haematoxylum campechianum ingår i släktet Haematoxylum och familjen ärtväxter. Inga underarter finns listade i Catalogue of Life.
Kampeschträdet är inhemskt i Mellanamerika och Mexiko och odlas på flera andra håll. Träden blir 10-12 meter höga med parbladiga blad, oftast till tornar omvandlade stipler och små, gula i klasar ordnade blommor.
Trädets kärnved som i friskt tvärsnitt är rödbrun eller blodröd men senare övergår till brunviolett eller svart har varit eftertraktat under namn av kampeschträ, blodträ, blåträ eller blåholts och har använts för blå-, violett- och svartfärgning, bland annat för svartfärgning av läder i form av bresiljelag. Vedens färgämne, hematoxylin har även haft medicinsk användning.

## Bildgalleri

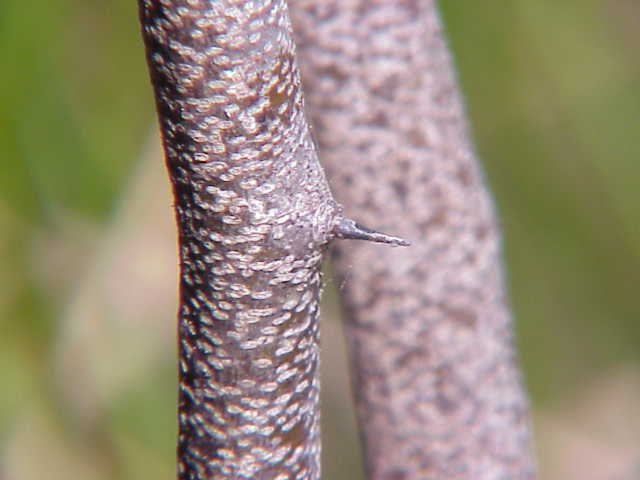
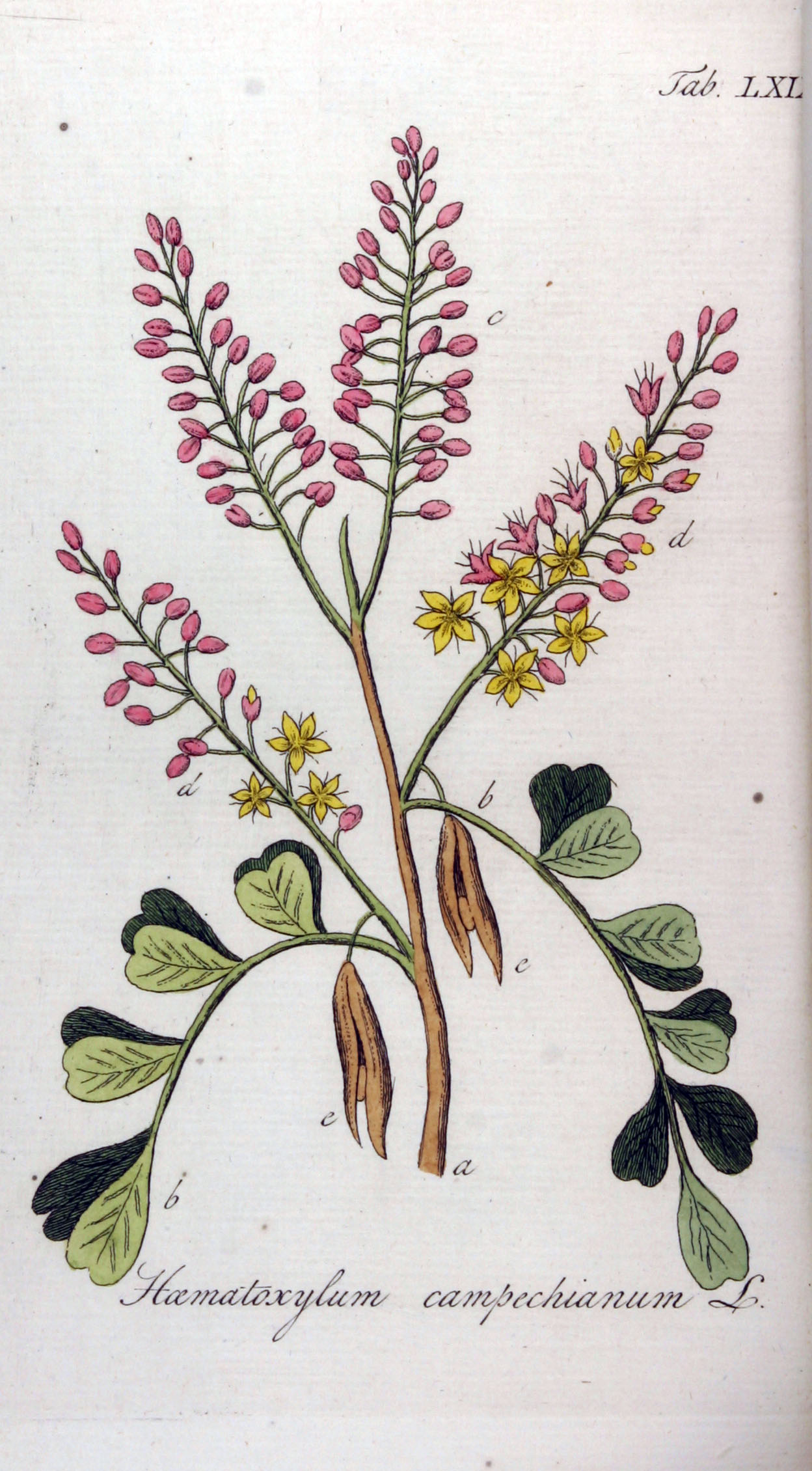
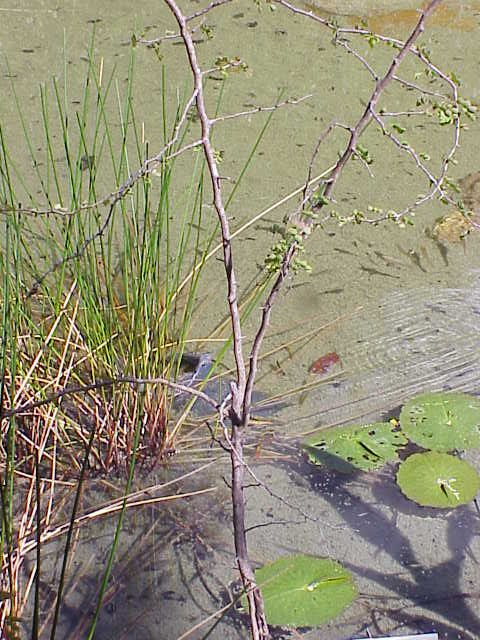
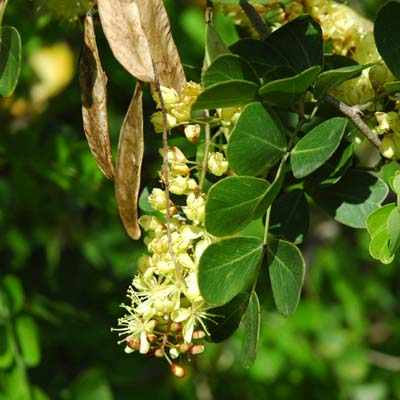
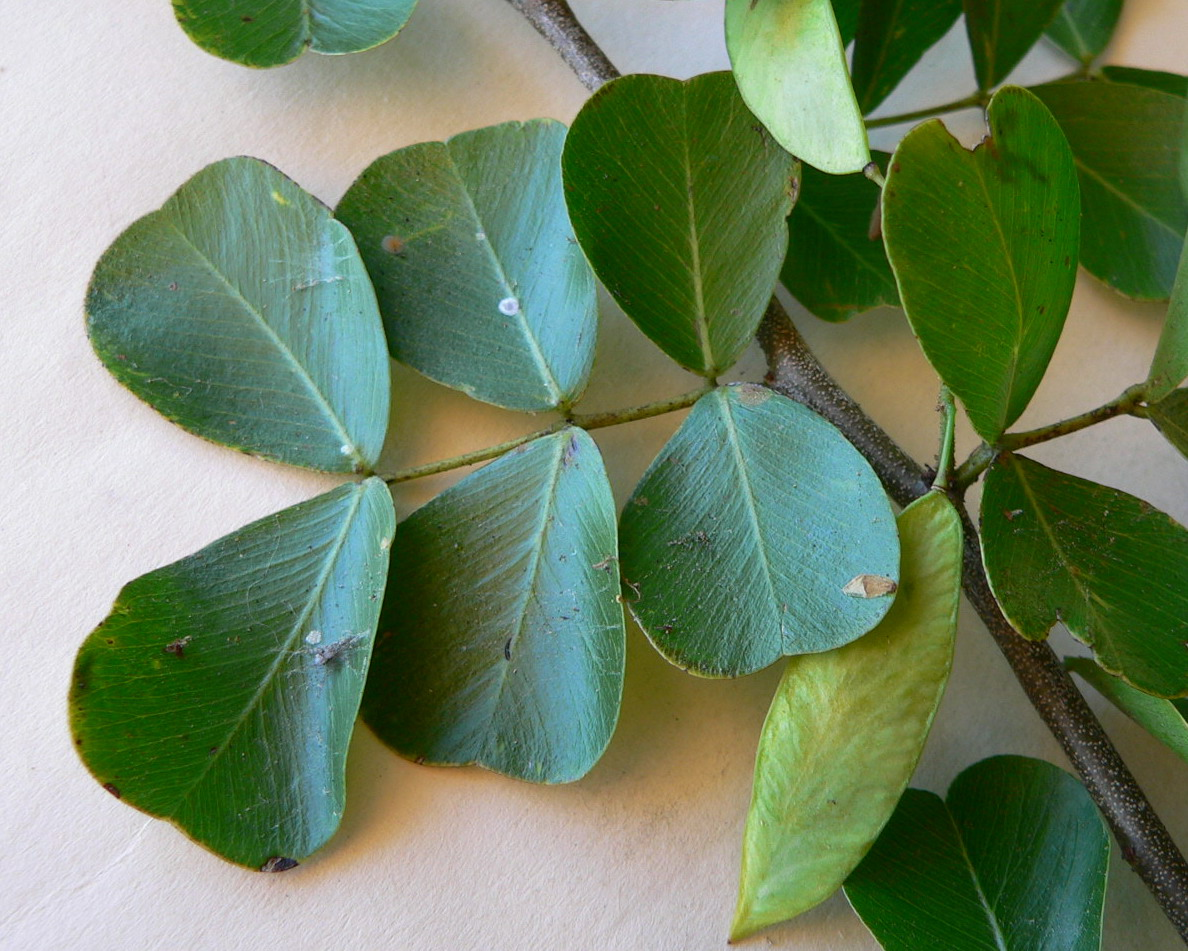
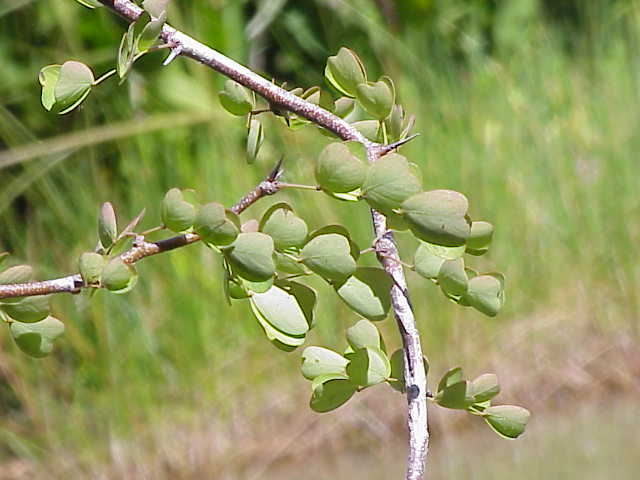